# Piatrowiczy (rejon mohylewski)
Piatrowiczy (biał. Пятровічы; ros. Петровичи, pol. hist. Pietrowicze) – wieś na Białorusi, w obwodzie mohylewskim, w rejonie mohylewskim, w sielsowiecie Padhorje.
W XIX w. majątek ziemski należący do Puzanowych. Do 1917 położone były w Rosji, w guberni mohylewskiej, w powiecie czauskim. Następnie w granicach Związku Sowieckiego. Od 1991 w niepodległej Białorusi.